# Sjuttonhörning

En regelbunden sjuttonhörning.

En sjuttonhörning (eller möjligen heptadekagon) är en polygon med sjutton hörn. Summan av (de inre) vinklarna hos en sjuttonhörning är alltid 2700°.

## Regelbundna sjuttonhörningar
En liksidig och likvinklig sjuttonhörning kallas för en regelbunden sjuttonhörning. Den har alltså vinkeln {\displaystyle \textstyle {\frac {1}{17}}\cdot 2700^{\circ }\approx 158{,}8235^{\circ }}, vilket ger medelpunktsvinklar på ≈ 21,1765°; och den har en area {\displaystyle A} som ges av:
{\displaystyle A={\frac {17}{4}}a^{2}\cot {\frac {\pi }{17}}\approx 22{,}73549a^{2}}
där {\displaystyle a} är sidlängden i sjuttonhörningen.
En regelbunden sjuttonhörning kan konstrueras med passare och rätskiva.

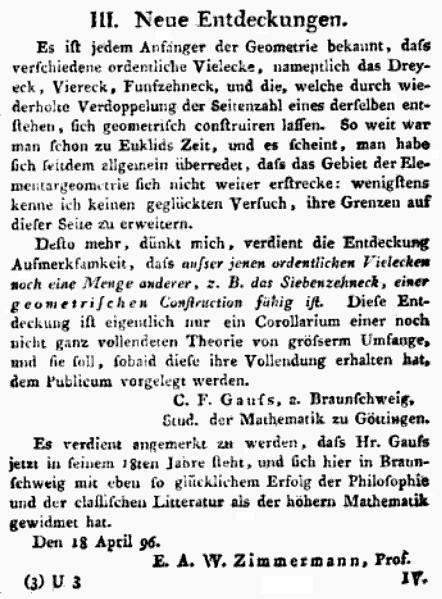
Gauss meddelande om konstruerbarheten i Intelligenzblatt der allgemeinen Literatur-Zeitung 1776.

Att konstruktionen var möjlig tillkännagavs först av den då fortfarande artonårige Carl Friedrich Gauss 1796 och beviset publicerades 1801 i hans Disquisitiones Arithmeticae. Den första geometriska konstruktionen publicerades 1822 av Magnus Georg Paucker (förelagd den 3 december 1819 inför "Kurländska sällskapet för litteratur och konst"). En demonstration gavs också av Johannes Erchinger den 19 december 1825 inför Gesellschaft der Wissenschaften zu Göttingen (numera Akademie der Wissenschaften zu Göttingen) och Erchinger nämns ofta som den som först genomförde konstruktionen.